# 萨尔曼·巴希尔
萨尔曼·巴希尔 （1952年3月4日—）是一名巴基斯坦外交官，曾担任巴基斯坦外交部部长、驻华和巴基斯坦英联邦驻印高级专员等职。

## 早年
萨尔曼·巴希尔在1976年2月加入巴基斯坦外交部之前，获得了历史学硕士学位和法律学士学位。

## 政治生涯
萨尔曼·巴希尔曾在巴基斯坦外交部担任科级官员(1976-1980年)、司长(1985-1987年)、总干事(1995-1999年)和外交部副部长(2003-2005年)。
他的外交任务包括：巴基斯坦驻联合国日内瓦办事处使团(1980-1984年)、伊斯兰会议组织秘书处驻吉达专员(1988-1995年)、巴基斯坦驻丹麦和立陶宛大使(1999年7月至2003年2月)。
萨尔曼·巴希尔于2005年至2008年担任巴基斯坦驻华和驻蒙大使。随后，他于2008年5月3日至2012年3月3日接替里亚兹··穆罕默德·汗担任巴基斯坦外交部部长。他还曾在2012年至2014年担任巴基斯坦英联邦驻印度高级专员。

## 个人生活
萨尔曼·巴希尔已婚，育有两子一女。他的表弟努曼·巴希尔是巴基斯坦海军的前参谋长。